# Jack McCarthy (baseball)
Pour les articles homonymes, voir Jack McCarthy.
John Arthur McCarthy (26 mars 1869 à San Francisco - 11 septembre 1931 à Chicago), est un joueur américain de baseball qui évolue en ligues majeures de baseball de 1893 à 1907.